# Othoca
Die punische Stadt Othoca (vgl. Utica = phönizisch: „alte Stadt“) wurde im heutigen Santa Giusta, einer Kleinstadt am Nordostrand der Lagune „Stagno di Santa Giusta“, in der Nähe des Golfes von Oristano, in der Provinz Oristano auf Sardinien entdeckt.

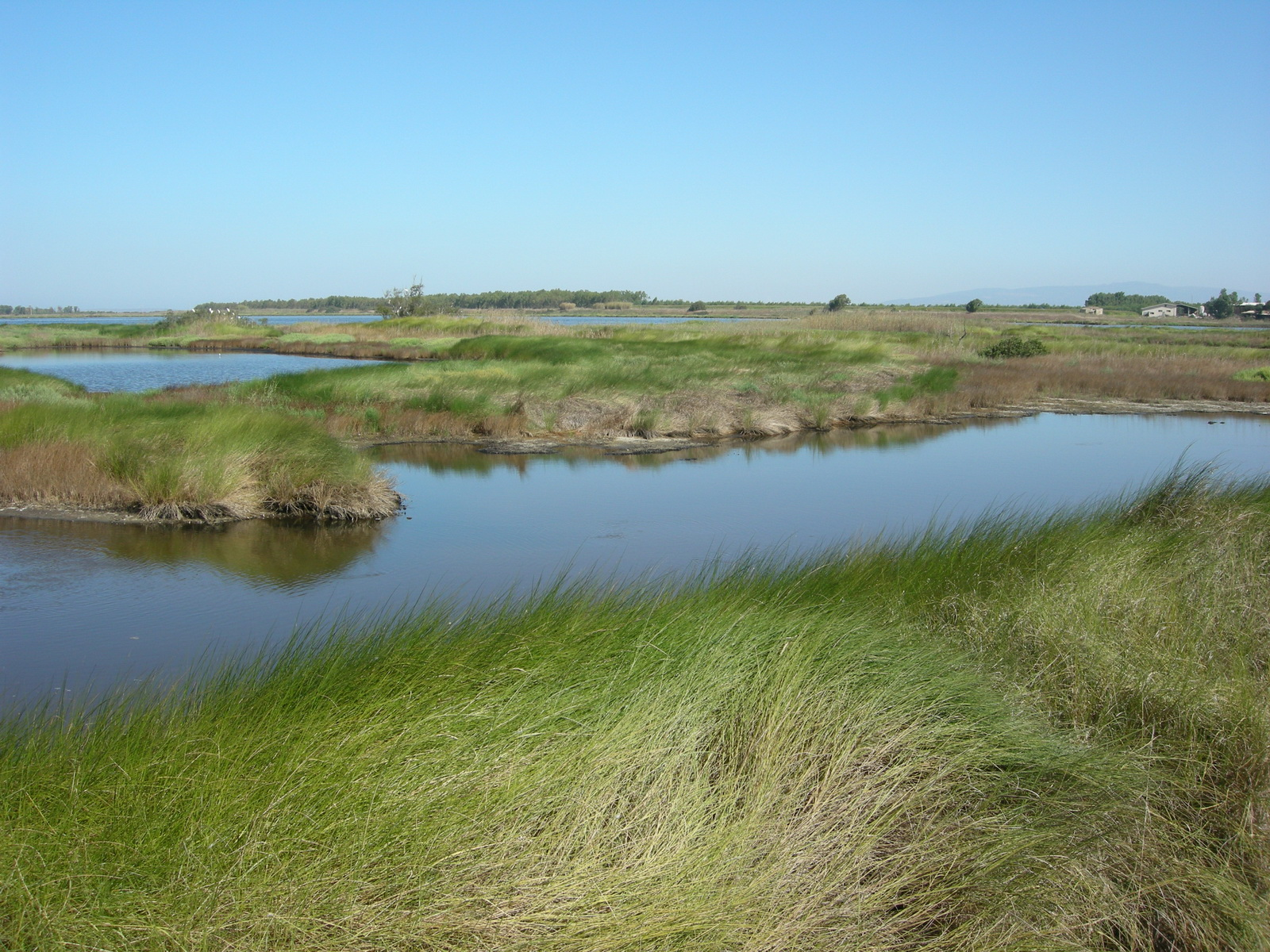
Stagno di Santa Giusta

## Beschreibung
Othoca erstreckte sich auf einer Landzunge an der Lagune, die im Altertum schiffbar war. Das innere Hafenbecken lag in der Nordostecke, wie zahlreiche Funde von Amphoren, die etwa um 700 v. Chr. datiert werden, zeigen. Die Gründung des in den 1990er Jahren ausgegrabenen Othoca erfolgte in der zweiten Hälfte des 8. Jahrhunderts v. Chr. Die Forschungen in der Krypta und auf dem Kirchhof der Kathedrale von Santa Giusta haben eine archaische sardische Siedlung aus der späten Bronze- und frühen Eisenzeit freigelegt. 
Die Ausgrabungen lieferten 2,70 m dicke Mauern, die dem 7.–6. Jahrhundert v. Chr. zugeschrieben werden. Einige Forscher folgen dieser Datierung nicht und sprechen vom 4. Jahrhundert v. Chr. Die Füllung der äußeren Gräben mit Geschirr, Urnen, Tassen und dem Boden einer Schale mit der Darstellung eines Vogels im spätgeometrischen Stil aus phönizischer Produktion wird in die zweite Hälfte des 8. und die frühen Jahrzehnte des 7. Jahrhunderts v. Chr. (Stativ Schüssel mit Felge, mit roten Streifen verziert) datiert.  
Die Nekropole von Othoca geht aufgrund der Materialien in die zweite Hälfte des 7. Jahrhunderts v. Chr. zurück. Dokumentiert sind die verbreitete Feuerbestattung und Körperbestattungen. Die Gräber sind rund, elliptisch oder rechteckig. Neben Steinkisten aus Sandsteinplatten kommen Urnen vor. Importiert wurden griechische und etruskische Vasen, die eine kommerzielle Öffnung der Siedlung zeigen. 

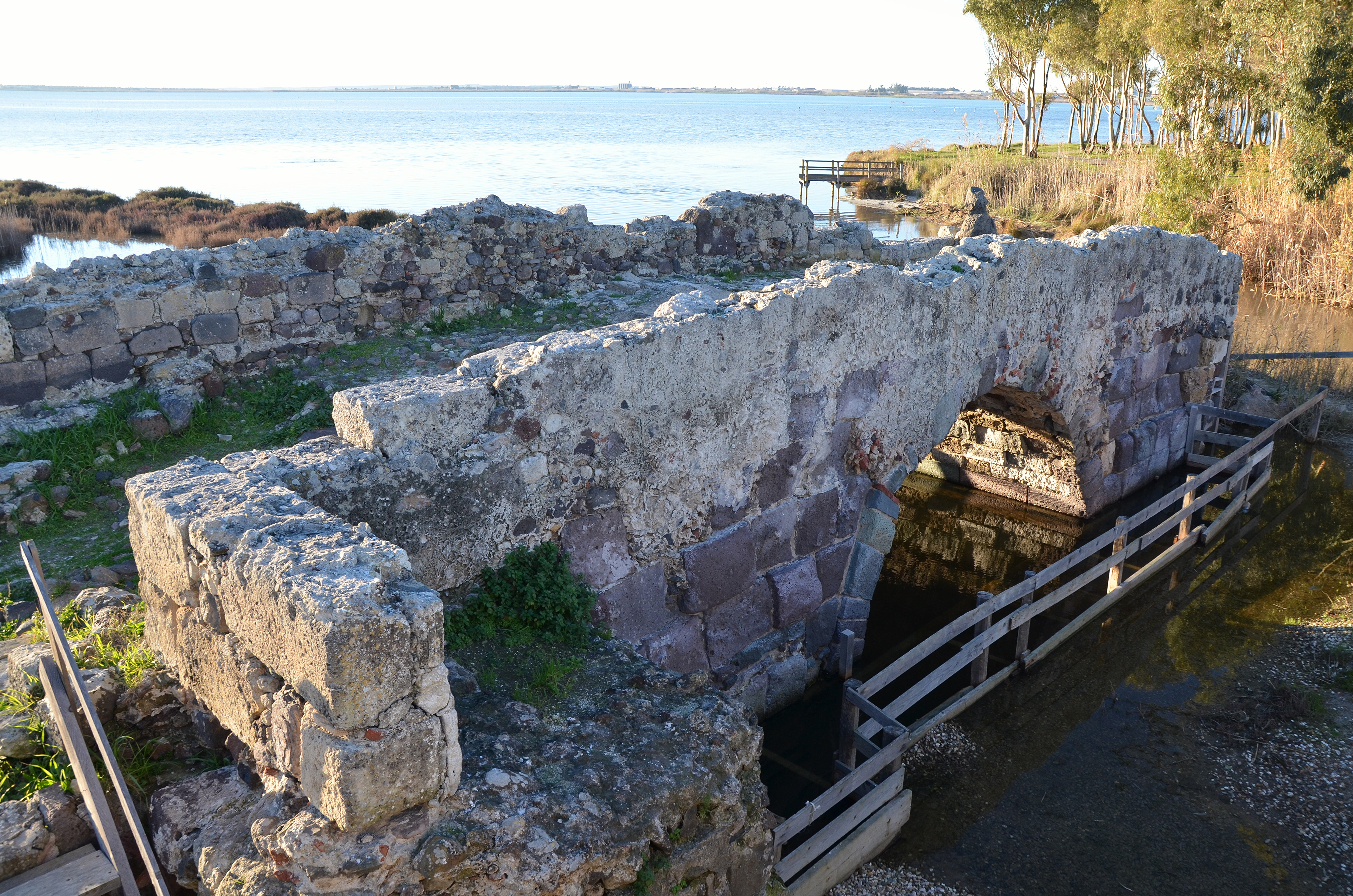
Erhaltener Teil einer römischen Brücke (2015)

Während der Römerzeit ab dem 3. Jahrhundert v. Chr. hatte Othoca laut dem Itinerarium Antonini neben den beiden Hauptorten Sulcis und Karalis den Charakter eines Handelsknotenpunktes. Es wurden Brücken über den Rio Palmas errichtet, von denen eine zunächst mit fünf Bögen ausgestattet war. Erhalten sind ein Hauptbogen und zwei kleinere Bögen. 
Die Stadtplanung der römischen Stadt ist unbekannt, aber die Entdeckung von farbigen Gips- und Mosaikfliesen in der Kathedrale und die bei ihrem Bau wiederverwendeten Materialien lassen die Existenz von römischen Gebäuden, gekennzeichnet durch Säulen und Arkaden, vermuten.

## Grabungsgeschichte
Die ersten archäologischen Untersuchungen in dem in zahlreichen römischen Quellen genannten Othoca sind seit 1861 auf John Busachi, einen Antiquitätenhändler, zurückzuführen. Um 1892 machte der Anwalt Ephisius Pisch eine Grabung, um seine archäologische Sammlung (derzeit auf dem Display im Antiquarium von Arborea Oristano) zu ergänzen. Im Jahr 1910 wurde Othoca durch Antonio Taramelli erforscht. Seit 1983 fanden neue Ausgrabungen in der Nekropole statt.